# Naohiko Minobe
Naohiko Minobe (Shiga, 12 juli 1965) is een voormalig Japans voetballer.

## Carrière
Naohiko Minobe speelde tussen 1984 en 1995 voor Matsushita Electric / Gamba Osaka en Kyoto Purple Sanga.